# 청현조계비
청현조계비(淸顯祖繼妃) 혹은 청현조차부인(淸顯祖次夫人)은 하다나라씨(哈達那拉氏) 출신이며 이름은 컨저(懇哲, ᡴᡝᠨᠵᡝ Kenje, ?-?)이다. 하다(哈達) 완한(萬汗, Wan han) 왕타이(王台)가 양녀로 키운 족녀(族女)이며 누르하치(Nurhaci, 努爾哈赤)의 계모이다.

## 생애
『청입관전사료선집(淸入關前史料選輯)』에 의하면, 하다 완한이 같은 동족 여인으로서 양녀로 키운 컨저(掯姐)가 탁시(Taksi, 塔克世)의 적부인(嫡夫人) 어머치(厄墨氣) 히타라씨(奚塔喇氏) 사망 이후, 탁시의 차부인(次夫人)이 되었다. 나라씨(納喇氏) 컨저는 야박하고 은혜가 적어, 적부인 소출의 술러버일러(淑勒貝勒, 즉 누르하치)를 박대하였다. 이로 인해 누르하치(弩兒哈奇)는 19세에 거의 아무런 재산도 받은 것 없이 맨몸으로 분가하여야 했다.
나라씨 소생으로 바야라(Bayara, 把牙喇)가 있었는데, 호칭은 조릭투(joriktu, 兆里兔)이다.